# Ploudalmézeau
Ploudalmézeau (tiếng Breton: Gwitalmeze) là một xã của tỉnh Finistère, thuộc vùng Bretagne, miền tây bắc Pháp.

## Dân số
Người dân ở Ploudalmézeau được gọi là Ploudalméziens.